# Crataegus marshallii
Crataegus marshallii es una especie de Crataegus originaria del sudeste de los Estados Unidos.
Las hojas de C. marshallii son agradablemente decorativas. Las delicadas flores, la fruta roja pequeña y la hermosa corteza aumentan el valor ornamental de esta especie.

## Taxonomía
Crataegus marshallii fue descrita por Willard Webster Eggleston y publicado en North American Trees 473. 1908.